# Dublin Virginal Manuscript
Il Dublin Virginal Manuscript è un'importante antologia di musica per tastiere presente nella biblioteca del Trinity College di Dublino, dove è custodita fin dal XVII secolo con il numero di catalogo TCD Ms D.3.29.

## Storia
Il manoscritto venne probabilmente acquistato dall'arcivescovo James Ussher, che dal 1603 fu inviato frequentemente in Inghilterra "per rifornire la libreria della University of Dublin". Il titolo "Dublin Virginal Manuscript" è moderno e non vi è alcuna menzione per quale tipo di strumento sia stata scritta la musica in esso contenuta.

## Descrizione
Il manoscritto, costituito da 72 pagine, è contenuto in un piccolo volume di 13,2 x 17,8 cm. In una certa epoca si trovò unito al Dallis Lute Book (forse del 1583), ma i due volumi sono stati in mani diverse e la raccolta di pezzi per tastiera forma un manoscritto separato ed indipendente.
L'opera non è datata ed i 30 pezzi non hanno un titolo a parte uno, attribuito a "Mastyre Taylere". Quattro dei pezzi sono arrangiamenti di canzoni e danze popolari presenti in altri manoscritti, principalmente editi da Tielman Susato, Adrien Le Roy e Pierre Phalèse il vecchio in Europa continentale. Da questi elementi, assieme alle evidenze stilistiche, il manoscritto può esser fatto risalire al 1570 circa.
La maggior parte delle composizioni sono scritte su un pentagramma di sette linee. Le parti per la mano destra sono scritte con una chiave  c inserita nella prima o seconda linea dal basso, mentre quelle per la mano sinistra sono scritte con una chiave f di solito posizionata sulla quarta o quinta linea dal basso. Tutte le ripetizioni sono copiate, anche se non vi è alcun cambiamento nella musica.
Il Dublin Virginal Manuscript è importante nella storia della musica inglese per strumenti a tastiera del tempo, per essere una delle sole cinque raccolte precedenti il My Ladye Nevells Booke di William Byrd del 1591. Esso è anche il secondo più antico libro (dopo The Mulliner Book) di pezzi di compositori tedeschi, dei quali contiene quattro pezzi. Il Dublin Virginal Manuscript rappresenta anche un altro passo verso lo sviluppo della musica profana inglese per tastiere, dal 1530 al suo culmine della fine del XVI secolo, con esempi di sviluppo del contrappunto in alcuni pezzi.

## Contenuto
I titoli sono stati ricavati da altre fonti contenenti pezzi analoghi:
1. Passing Measures Pavan
2. Galliard to the Passing Measures Pavan
3. Pavan "Mastyre Taylere"
4. Galliard to the pavan before
5. Pavan
6. Galliard to the pavan before
7. Pavan
8. Galliard to the pavan before
9. Variations on the romanesca
10. Divisions on the Goodnight ground
11. The Earl of Essex Measure
12. Branle Hoboken
13. Was not good King Solomon
14. Dance
15. Almande du prince
16. Le Reprinse of the Almande du Prince
17. Galliard
18. Almande Le Pied de Cheval
19. Almande Bruynsmedelijn
20. L'homme armé alias Lumber me
21. Pavan
22. Galliard to the pavan before
23. Galliard
24. Like as the lark within the marleon's foot
25. Turkeylony
26. Pavan
27. Galliard to the pavan before
28. Dance
29. Dance
30. Variations on Chi passa